# Callet (Rebsorte)
Callet [kaˈjɛt] ist eine Rotweinsorte, die vor allem auf den Balearen kultiviert wird. 

## Herkunft, Abstammung
Sie stammt aus Mallorca und ist aus einer spontanen Kreuzung der Sorten Callet cas Concos und Fogeneu entstanden. Callet bedeutet im mallorquinischen Dialekt "schwarz". 

## Verbreitung
Die Sorte wird auf der Balearen-Insel Mallorca oft im gemischten Satz mit der Sorte Fogoneu angebaut und mit dieser sowie Manto Negro verschnitten.
Im Jahr 2010 waren 154 ha mit dieser Rebsorte bestockt.

## Wein
Traditionell ausgebaute Rotweine sind sehr hell in der Farbe, rustikal, mit moderater Säure und verfügen über einen niedrigen Alkoholgehalt. In neuerer Zeit wird Callet auch mit Cabernet Sauvignon, Syrah oder Tempranillo verschnitten. Diesen Verschnitten verleiht die Sorte etwas Finesse und Leichtigkeit. Mit Ertragsreduktion und guter Rotweinverarbeitungstechnik können aus den Trauben ausgezeichnete Rotweine vinifiziert werden. Seit Ende der 1990er Jahre hat die Bedeutung dieser autochthonen Rebsorte zugenommen.
Die Traubensorte Callet wird für Cuvées mit den Rebsorten Fogeneu und Manto Negro eingesetzt. Weine der Herkunftsbezeichnungen Binissalem und Pla i Llevant werden aus ihr gekeltert.

## Eigenschaften
Generell verfügt die Sorte über eine gute Resistenz gegen die meisten Rebkrankheiten und bringt gute Erträge.